# Gergely Kovács
Gergely Kovács es un deportista húngaro que compitió en piragüismo en la modalidad de aguas tranquilas. Ganó 4 medallas en el Campeonato Europeo de Piragüismo entre los años 2004 y 2008.

## Palmarés internacional
| Campeonato Europeo | Campeonato Europeo | Campeonato Europeo | Campeonato Europeo |
| Año                | Lugar              | Medalla            | Competición        |
| ------------------ | ------------------ | ------------------ | ------------------ |
| 2004               | Poznań (Polonia)   | Medalla de plata   | C2 200 m           |
| 2004               | Poznań (Polonia)   | Medalla de bronce  | C4 200 m           |
| 2005               | Poznań (Polonia)   | Medalla de bronce  | C2 200 m           |
| 2008               | Milán (Italia)     | Medalla de bronce  | C2 200 m           |